# Apodemus alpicola
El ratón de campo alpino o ratón alpino (Apodemus alpicola) es una especie de roedor miomorfo de la familia Muridae.

## Distribución
Es endémico de los Alpes.